# Clusia lundellii
Clusia lundellii är en tvåhjärtbladig växtart som beskrevs av Paul Carpenter Standley. Clusia lundellii ingår i släktet Clusia och familjen Clusiaceae. Inga underarter finns listade i Catalogue of Life.